# Coenraad van Heemskerk
Coenraad van Heemsker(c)k (12 december 1646 - 23 juli 1702), rijksgraaf van Heemskerk, heer van Achttienhoven en den Bosch, was secretaris en pensionaris van Amsterdam in respectievelijk in 1672 en 1673. Hij diende ook als gezant van de Republiek der Zeven Verenigde Nederlanden in Madrid, Wenen en Parijs.
Hij nam in 1672 met 50 vrijwilligers deel aan de Slag bij Solebay tijdens de Derde Engelse Oorlog (1672-1674). 
Coenraad van Heemskerk werd in 1697 verheven in de rijksgravenstand door keizer Leopold I.